# Puerto Fonck
Puerto Fonck es un fundo chileno ubicado en la comuna de Puerto Octay, en la Región de Los Lagos, al sur del país. Se emplaza en la parte septentrional a orillas del lago Llanquihue, donde se concentra la actividad turística en la época de verano.

## Toponimia
Fue bautizada como un epónimo en honor al médico, explorador, político y diplomático alemán, Francisco Fonck, quien emigró a Chile y se radicó hasta su fallecimiento en 1912.

## Iglesia Luterana
La Iglesia Luterana en Chile posee un templo en Puerto Fonck, el cual pertenece a la denominada "Comunidad del Lago", donde además se realizan anualmente campamentos de verano para las familias y jóvenes luteranos en un encuentro a nivel nacional.